# المكتب رقم 17
المكتب رقم 17 إدارة المهام الخاصة هي سلسلة روايات من إنتاج المؤسسة العربية الحديثة وتتحدث السلسلة عن النقيب عمر زهران ضابط في المخابرات .

## أعداد السلسلة
1. عملية الشريحة الالكترونية
2. عملية العالم الرابع
3. عملية الموت الأسود
4. عملية حصان طروادة
5. عملية خط النار
6. عملية الداهية
7. عملية صائد الفيروسات
8. عملية فوق السحاب
9. عملية لعبة الهلاك
10. عملية إرهاب
11. عملية شبكة العنكبوت
12. عملية كشمير
13. عملية الوجه الآخر
14. عملية الزومبي
15. عملية تحت الأرض
16. عملية غضب المحيط
17. العملية رقم (17)
18. عملية رجل الليل
19. عملية المشروع السري
20. عملية موجهة
21. تأثير الدومينو
22. النقطة العمياء